# Monte Gelàs
Monte Gelàs (fr. Cime du Gélas) – szczyt w Alpach Nadmorskich, części Alp Zachodnich. Leży na granicy między Włochami (Piemont) a Francją (Prowansja-Alpy-Lazurowe Wybrzeże). Jest to trzeci co do wysokości szczyt Alp Nadmorskich. Można go zdobyć ze schronisk: Rifugio Federici-Marchesini al Pagarì (2650 m) lub Rifugio Soria (1840 m).
Pierwszego wejścia dokonał Paolo di Saint-Robert w 1864 r.